# Tony Mitchell (basket-ball, 1989)
Pour les articles homonymes, voir Tony Mitchell et Mitchell.
Tony Mitchell, né le 7 août 1989, à Swainsboro, au Géorgie, est un joueur américain-libyien de basket-ball. Il évolue au poste d'ailier.

## Palmarès
- All-NBA D-League First Team 2013
- Rookie de l'année de la NBA D-League 2013[1]
- MVP du Championnat d'Italie 2014-2015
- Médaille d'or à la coupe arabe des clubs champions 2023 (Qatar)
- Médaille d'argent au championnat arabe des nations 2023 (Égypte)